# Roman Urbanč
Roman Urbanč, slovenski častnik, * 28. avgust 1967, Krško.
Generalmajor Urbanč je bil od 2014 do 2017 poveljnik 1. brigade Slovenske vojske.

## Vojaška kariera
- poveljnik 1. brigade Slovenske vojske (2014–2017)
- poveljnik 45. oklepnega bataljona SV (14. oktober 2003–2005)
- poveljnik 122. učnega bataljona pehote SV (1.9.2001–14. oktober 2003)

## Odlikovanja in priznanja
- bronasta medalja Slovenske vojske (11. maj 2000)